# Sagittarius A
Sagittarius A (Sgr A) is een compacte bron van radiostraling in het centrum van het melkwegstelsel. Ze staat in de richting van het sterrenbeeld Boogschutter (Sagittarius).

## Ontdekking
Radiostraling uit de richting van het sterrenbeeld Boogschutter is toevallig ontdekt in 1932 door Karl Jansky toen hij storingen onderzocht in trans-Atlantische radioverbindingen. Dit was het begin van de radioastronomie. Deze emissie werd in meer detail bestudeerd in de jaren 1950-1959 en de bron werd Sagittarius A genoemd naar analogie van de naam van de helderste radiobronnen in andere sterrenbeelden zoals Cassiopeia A, Cygnus A en Taurus A. Er werd toen door Piddington en Minnett (1951) en McGee en Bolton (1954) geconcludeerd dat de bron samenvalt met het Galactisch centrum.
In 1971 ontdekten Downes en Martin dat de bron bestaat uit twee delen met verschillende eigenschappen, die zij Sgr A East en Sgr A West noemden.
Waarnemingen met hogere resolutie in 1974 toonden aan dat Sgr A West een puntbron bevat, die Sgr A* genoemd werd.

## Structuur
Sgr A bestaat uit drie delen:
- Sgr A East - het restant van een supernova
- Sgr A West - een gebied van geïoniseerde gassen en andere materie
- Sgr A* - een puntbron met intense radiostraling

Waarnemingen van Sagittarius A hebben volgens astronomen aangetoond dat er zich een supermassief zwart gat bevindt in het centrum van de Melkweg op de positie die ruwweg overeenkomt met die van Sgr A* (spreek uit Sagittarius A-ster). Dit zwarte gat heeft een massa van zo'n 4,15 miljoen maal die van de zon. In 2005 hebben wetenschappers met de Chandra X-Ray Observatory van de NASA signalen opgevangen in het röntgen-deel van het elektromagnetische spectrum die waarschijnlijk afkomstig waren van materie die in het zwarte gat 'verdween'.
In 2012 concluderen Sera Markoff en andere astronomen dat Sgr A* per dag gemiddeld één grote planetoïde opslokt. Dit blijkt uit röntgenuitbarstingen die zijn waargenomen met onder andere de Amerikaanse röntgentelescoop Chandra.
Men heeft een aantal sterren waargenomen die zich met grote snelheid rond Sgr A* bewegen, waaronder S2.